# Atonement (boek)
Atonement (Nederlandstalige titel Boetekleed) is een roman van de Britse auteur Ian McEwan.
De titel refereert aan het proces van vergeving, van toestaan van een overtreding of van boete doen en doelt op de zoektocht van de hoofdpersoon naar boetedoening. Een meisje uit de Britse bovenklasse in het interbellum - dat het schrijverschap ambieert - maakt een grote fout die het leven van velen verandert. In de daaropvolgende jaren is ze op zoek naar een vorm van boetedoening, wat leidt tot een zoektocht door het proces van schrijven zelf.
Boetekleed wordt algemeen gezien als een van McEwans beste boeken en het is een van de meest gelauwerde boeken van de afgelopen jaren. Het stond op de shortlist voor de Booker Prize in 2001, een prijs die hij eerder al won voor zijn roman Amsterdam. McEwan maakt gebruik van verscheidene stilistische middelen in zijn roman, waaronder metafictie en psychologisch realisme.
In 2007 is het boek verfilmd in de bekroonde film Atonement.

## Inhoud

### Deel 1
In de hete zomer van 1935 is de 13-jarige Briony Tallis al een ambitieuze schrijfster. Ze heeft een toneelstuk geschreven voor haar broer Leon, die later die dag weer thuis verwacht wordt. De personages in haar toneelstuk moeten worden gespeeld door haar neefjes, de 9-jarige tweeling Jackson en Pierrot, en haar nichtje, de 15-jaar oude Lola. Briony's zus, Cecilia, is teruggekeerd van Cambridge University en zij probeert haar verwarde gevoelens voor de zoon van de schoonmaakster en haar jeugdvriend, Robbie Turner, die ook net voor de zomer is teruggekeerd van Cambridge University, waar hij Engels heeft gestudeerd, te ordenen. Zijn studie wordt gefinancierd door haar vader Jack Tallis en Robbie overweegt nu om geneeskunde te gaan studeren, wat ook door Jack Tallis betaald zou worden.
Cecilia wil bij de fontein voor het huis van de familie Tallis een vaas met water vullen. Ze komt daar Robbie tegen en ze beginnen te praten, maar hun conversatie loopt al snel niet echt soepel. Als Robbie Cecilia probeert te helpen met het vullen van de vaas, blijft Cecilia koppig. De vaas barst en twee stukken vallen in de fontein. Cecilia kleedt zich uit tot op haar ondergoed, springt in de fontein en haalt de fragmenten weer boven, terwijl Robbie haar alleen maar aanstaart. Briony is getuige van dit moment van seksuele spanning vanaf haar slaapkamer in het huis en het is haar niet duidelijk wat dit betekent.
Leon Tallis arriveert thuis, samen met zijn vriend Paul Marshall. Zij komen Robbie tegen op weg naar het huis en Leon nodigt hem uit voor het familiediner die avond. Cecilia is geïrriteerd door de uitnodiging van haar broer, maar ze weet niet waarom hij haar zo bezighoudt.
Intussen wil Robbie Cecilia een brief schrijven waarin hij zijn verontschuldigingen aanbiedt voor zijn gedrag bij de fontein. Hij geeft aan dat hij zich ook apart voelt wanneer zij in de buurt is en dat hij, net als zij, niet weet waarom. Als de brief af is schrijft hij zonder echt na te denken nog een brief, met het woord kut, doelend op zijn suggestieve onderbewuste gevoelens voor Cecilia. Hoewel hij daarna nog een brief schrijft, is het de bewuste brief die per ongeluk, via Briony, die hem leest, bij Cecilia belandt. Briony vraagt daarna advies aan haar nichtje Lola; Briony is dan overtuigd dat Robbie een seksmaniak is en dat zij Cecilia moet beschermen tegen hem.
Op het moment dat ze Robbies brief leest, realiseert Cecilia zich dat ze verliefd is op Robbie en ze hebben dan seks in de bibliotheek. Briony onderbreekt hen en jaloers interpreteert ze hun seks als een aanranding door Robbie.
Onder het diner rent de tweeling weg, een brief achterlatend. De eters verdelen zich in groepjes om naar hen op zoek te gaan. Robbie en Briony zijn de enigen die alleen lopen en Robbie realiseert zich later dat dit de grootste fout van zijn leven is. In het donker komt Briony Lola tegen, die verkracht is door een onbekende. De jaloerse Briony beschuldigt Robbie van de verkrachting en Lola, bang voor nog meer vernedering, laat Briony praten.
De politie komt om te onderzoeken en als Robbie terugkomt met de geredde tweeling wordt hij gearresteerd enkel en alleen op basis van Briony's getuigenis. Alleen Robbies moeder, Grace Turner, en Cecilia geloven in zijn onschuld.

### Deel 2
Tegen de tijd dat de Tweede Wereldoorlog is begonnen heeft Robbie drie jaar in de gevangenis gezeten. Hij wordt vrijgelaten op voorwaarde dat hij zich inschrijft in het leger. Cecilia is een verpleegster geworden. Zij heeft al het contact met haar familie afgebroken vanwege hun deel in de veroordeling van Robbie. Robbie en Cecilia hebben alleen contact gehad via brieven, aangezien het haar niet toegestaan is om hem in de gevangenis te bezoeken. Voordat Robbie naar het front in Frankrijk moet ontmoeten ze elkaar een half uur tijdens een lunchpauze van Cecilia. Het begin van hun reünie is lastig, maar ze kussen voor ze elkaar verlaten.
In Frankrijk gaat het slecht met de oorlog en het Britse leger trekt zich terug naar Duinkerken. Terwijl de gewonde Robbie terugkeert naar een veilige plek denkt hij constant aan Cecilia en aan gebeurtenissen als Briony leren om te zwemmen en probeert hij erachter te komen waarom Briony hem wilde beschuldigen. Zijn enige ontmoeting met Cecilia en die ene kus houden hem lopend, zijn enige doel om haar weer te zien. Aan het eind valt Robbie in slaap in Duinkerken, één dag voor de evacuatie.

### Deel 3
De berouwvolle Briony heeft geweigerd om naar Cambridge te gaan en is in plaats daarvan een verpleegster in opleiding in Londen. Ze realiseert zich de gevolgen van haar misdaad en herinnert zich nu dat het Paul Marshall was die Lola verkrachtte. Briony schrijft nog steeds, hoewel ze dat nu minder roekeloos dan als kind doet.
Briony wordt naar het bed geroepen van Luc Cornet, een jonge, dodelijke gewonde Franse soldaat. Zij troost hem in de laatste momenten van zijn leven door met hem Frans te praten en hij ziet haar aan voor een Brits meisje waarmee hij volgens zijn moeder moest trouwen. Vlak voor zijn dood vraagt Luc of zij van hem houdt, waarop Briony bevestigend antwoordt - niet alleen omdat er geen ander antwoord mogelijk was, maar ook omdat ze op dat moment van hem hield. Na afloop dagdroomt Briony over het leven dat ze zou hebben gehad als ze met Luc was getrouwd. (Later in het boek wordt vermeld dat Briony na de oorlog is getrouwd met de Franse Thierry.)
Briony woont stiekem het huwelijk bij van Lola en Paul Marshall voordat ze uiteindelijk Cecilia bezoekt. Robbie heeft verlof van het leger en Briony komt hem onverwacht tegen bij haar zus thuis. Beiden weigeren om Briony te vergeven, hoewel zij hen vertelt dat zij alles zal rechtzetten. Ze belooft om juridische procedures te beginnen om Robbies naam te zuiveren, ook al zal Paul Marshall nooit worden veroordeeld vanwege zijn huwelijk met het slachtoffer, Lola.

### Deel 4
Het vierde deel van het boek, genaamd 'London, 1999', is geschreven vanuit Briony's perspectief. Zij is een succesvol schrijfster van 77 jaar, lijdend aan vasculaire dementie.
Het wordt bekendgemaakt dat Briony de auteur is van de vorige drie delen van het boek. Alhoewel Cecilia en Robbie in het boek elkaar weer na de oorlog tegenkomen, komen ze elkaar in het echt niet meer tegen: Robbie Turner stierf door bloedvergiftiging in Duinkerken en Cecilia werd gedood door de bom die op het metrostation Balham in London werd gegooid. De waarheid is dus dat Cecilia en Robbie elkaar na hun ontmoeting van een halfuur nooit meer hebben gezien. Lola en Paul Marshall zijn wel echt met elkaar, maar Briony heeft Cecilia nooit bezocht om haar schuld toe te geven.
Briony legt uit waarom ze besloten heeft om de waarheid te veranderen en Cecilia en Robbie elkaar te laten tegenkomen, hoewel dat niet de bedoeling was in veel van haar eerdere versies van het boek. Ze zag niet in wat het nut zou zijn als lezers de verschrikkelijke waarheid zouden weten; ze beredeneert dat de lezers daar geen enkele vorm van hoop of tevredenheid uit zouden kunnen halen. Maar bovenal wil ze Robbie en Cecilia het geluk van samenzijn geven. Aangezien ze in het echte leven nooit een samenzijn gekregen waar ze zo op hoopten, hebben ze dat in het boek wel gehad.

## Personages
- Briony Tallis - De jongere zus van Leon en Cecilia die schrijfster wil worden. Ze is dertien jaar oud in het begin van het boek en is schuldig aan het feit dat Robbie Turner naar de gevangenis wordt gestuurd nadat ze zag dat Robbie en Cecilia seks hadden in bibliotheek. Briony is gedeeltelijk verteller, gedeeltelijk personage en we zien haar transformatie van kind naar volwassene naarmate het boek vordert. Aan het eind van het boek heeft Briony zich gerealiseerd wat ze fout heeft gedaan als kind en besluit ze om het boek te schrijven als vorm van boetedoening.
- Cecilia Tallis - Het middelste kind van de familie Tallis. Ze is verliefd op haar jeugdvriend, Robbie Turner. Na een gespannen ontmoeting bij de fontein spreken Robbie en zij elkaar niet tot ze elkaar vlak voor een formeel diner ontmoeten. Ontsteld door het verlies van haar geliefde heeft ze nauwelijks contact meer met haar familie.
- Leon Tallis - Het oudste kind van de familie Tallis. Hij komt terug naar huis voor een bezoek en neemt zijn vriend Paul Marshall mee.
- Emily Tallis - Emily is de moeder van Briony, Cecilia en Leon. Zij is ziek in bed voor een groot gedeelte van het boek vanwege haar migraine.
- Jack Tallis - Jack is de vader van Briony, Cecilia en Leon. Hij werkt vaak tot 's avonds laat en er wordt in het boek op toegespeeld dat hij een affaire met een andere vrouw heeft.
- Robbie Turner - Robbie is de zoon van Grace Turner, die woont op het grondgebied van de familie Tallis. Omdat hij is opgegroeid met Leon, Briony en Cecilia kent hij de familie goed. Hij heeft, net als Cecilia, op Cambridge University gezeten en als ze samen naar huis zijn gekomen voor een korte break, worden ze op elkaar verliefd.
- Grace Turner - Grace Turner heeft van Jack Tallis toestemming gekregen om vlak bij het huis van de Tallises te leven. Ze is de schoonmaakster van de familie geworden. Na de veroordeling van haar zoon voor een misdaad die hij volgens haar niet heeft gepleegd verlaat ze de familie.
- Lola - Lola is het 15-jarig nichtje van Briony, Cecilia en Leon. Zij komt, samen met haar broertjes, bij de familie Tallis wonen na de scheiding van haar ouders. Ze is roodharig en heeft sproeten.
- Jackson - Jackson is een neefje (de tweelingbroer van Pierrot) van Briony, Cecilia en Leon. Hij komt, samen met zijn broer en zus, bij de familie Tallis wonen na de scheiding van zijn ouders.
- Pierrot - Pierrot is een neefje (de tweelingbroer van Jackson) van Briony, Cecilia en Leon. Hij komt, samen met zijn broer en zus, bij de familie Tallis wonen na de scheiding van zijn ouders.
- Hardman - Hardman is de klusjesman van de familie.
- Paul Marshall - Een vriend van Leon die Lola verkracht en later met haar trouwt.
- Nettle - Nettle is een van Robbies maten tijdens de evacuatie.
- Mace - Mace is een van Robbies maten tijdens de evacuatie.
- Betty – Betty is de kok van de familie Tallis.